# لوهبرگ
لوهبرگ (به آلمانی: Lohberg) یک شهر در آلمان است که در Cham واقع شده‌است.